# Toplița (Harghita)
Topliţa (in ungherese Maroshévíz , in tedesco Töplitz) è un municipio della Romania di 15 770 abitanti, ubicato nel distretto di Harghita, nella regione storica della Transilvania, in una depressione dove le Alpi Transilvaniche formano la catena dei Monti Călimani (a Nord), Monti Gurghiului (a Sud).
Fanno parte dell'area amministrativa anche le località di Călimănel, Luncani, Măgheruş, Moglăneşti, Secu, Vâgani, Vale e Zencani.